# Génesis 1:3
Génesis 1:3 es el tercer versículo del primer capítulo del Libro de Génesis. En él, Dios (la palabra hebrea que se usa para Dios, como en todo Génesis 1, es Elohim) creó la luz mediante su palabra («Y dijo Dios: Sea la luz; y fue la luz»). Es una parte de la porción de la Torá conocida como Bereshit (Génesis 1:1-6:8).
«Sea la luz» (como «En el principio» en Génesis 1:1) ha entrado en uso común como una frase. Es el lema (a veces en su forma latina, fiat lux) de muchas instituciones educativas (usando la luz como metáfora del conocimiento). La frase también forma el coro del himno de John Marriott sobre la Creación, «Thou, Whose Almighty Word».

## Texto hebreo
- Vocalizado: ויאמר אלהים יהי אור ויהי־אור
- Transliterado: Wayyōmer Ělōhîm yǝhî ôr, wayǝhî ôr.

## Interpretación

### Por una palabra
Agustín de Hipona, en La ciudad de Dios, analiza que el versículo establece «no solo que Dios había hecho el mundo, sino también que lo había hecho por la palabra». Las palabras «Sea la luz» son las primeras palabras divinas en la Biblia. El latín para «Sea la luz» es «fiat lux», y esta descripción de la creación por mandato originó la frase teológica «creación por fiat». En palabras de Peter Kreeft, Dios «simplemente habló [...] y se hizo realidad».
Gerhard von Rad considera que la implicación es «la distinción más radical entre Creador y criatura. La creación ni siquiera puede considerarse remotamente una emanación de Dios; no es de alguna manera un desbordamiento o reflejo de su ser, es decir, de su naturaleza divina, sino que es más bien un producto de su voluntad personal».
El «fiat lux» divino en este pasaje «ha ejercido una poderosa influencia en la tradición poética inglesa». P. ej., John Dryden escribió: «Así se establece la base británica sobre una palabra, como por una palabra se creó el mundo mismo».

### Luz
Basilio de Cesarea enfatiza el papel de la luz para embellecer el universo, seguido por Ambrosio de Milán, quien escribe: «Pero el buen autor pronunció la palabra ‹luz› para que pudiera revelar el mundo al infundir brillo y así hacer su aspecto hermoso».
La luz se describe como creada aquí antes del sol, la luna y las estrellas, que aparecen en el cuarto día (Génesis 1: 14-19). En algunas interpretaciones judías, la luz creada aquí es una luz primordial, diferente en naturaleza (y más brillante que) que la asociada con el sol. La luz también se ha interpretado metafóricamente, y se ha conectado al Salmo 104 (un «poema de la creación»), donde se describe a Dios como envolviéndose en la luz.
Algunos autores señalan una conexión entre este versículo y el Big Bang de la cosmología física.

## Apéndice
| Traducción                    | Texto                                                                |
| ----------------------------- | -------------------------------------------------------------------- |
| Reina-Valera                  | Y dijo Dios: Sea la luz; y fue la luz.                               |
| La Biblia de las Américas     | Entonces dijo Dios: Sea la luz. Y hubo luz.                          |
| La Biblia del Siglo de Oro    | Dijo Dios: «Sea la luz». Y fue la luz.                               |
| Nueva Versión Internacional   | Y dijo Dios: «¡Que exista la luz!» Y la luz llegó a existir.         |
| Nueva Traducción Viviente     | Entonces Dios dijo: «Que haya luz»; y hubo luz.                      |
| La Palabra (España)           | Entonces dijo Dios: — ¡Que exista la luz! Y la luz existió.          |
| La Palabra (Hispanoamérica)   | Entonces dijo Dios: — ¡Que exista la luz! Y la luz existió.          |
| Biblia de Jerusalén           | Dijo Dios: «Haya luz», y hubo luz.                                   |
| Biblia Latinoamericana        | Dijo Dios: «Haya luz», y hubo luz.                                   |
| El Libro del Pueblo de Dios   | Entonces Dios dijo: «Que exista la luz». Y la luz existió.           |
| Dios Habla Hoy                | Entonces Dios dijo: «¡Que haya luz!» Y hubo luz.                     |
| Traducción en Lenguaje Actual | Dijo entonces Dios: «¡Quiero que haya luz!» ¡Y al instante hubo luz! |